# العلاقات الطاجيكستانية الفرنسية
العلاقات الطاجيكستانية الفرنسية هي العلاقات الثنائية التي تجمع بين طاجيكستان وفرنسا.

## مقارنة بين البلدين
هذه مقارنة عامة ومرجعية للدولتين:
| وجه المقارنة                                              | طاجيكستان                          | فرنسا                                                    |
| --------------------------------------------------------- | ---------------------------------- | -------------------------------------------------------- |
| المساحة (كم2)                                             | 143.10 ألف                         | 643.80 ألف                                               |
| عدد السكان (نسمة)                                         | 8.92 مليون                         | 67.12 مليون                                              |
| الكثافة السكانية (ن./كم²)                                 | 62.33                              | 104.26                                                   |
| العاصمة                                                   | دوشنبه                             | باريس                                                    |
| اللغة الرسمية                                             | اللغة الطاجيكية                    | لغة فرنسية                                               |
| العملة                                                    | ساماني طاجيكي، الروبل الطاجيكستاني | يورو، فرنك س ف ب، فرنك فرنسي، Livre tournois ‏            |
| الناتج المحلي الإجمالي (بليون دولار)                      | 7.15 مليار                         | 2.58 تريليون                                             |
| الناتج المحلي الإجمالي (تعادل القوة الشرائية) بليون دولار | 24.03 مليار                        | 2.87 تريليون                                             |
| الناتج المحلي الإجمالي الاسمي للفرد دولار أمريكي          | 925                                | 36.20 ألف                                                |
| الناتج المحلي الإجمالي للفرد دولار أمريكي                 | 2.69 ألف                           | 39.33 ألف                                                |
| مؤشر التنمية البشرية                                      | 0.624                              | 0.888                                                    |
| رمز المكالمات الدولي                                      | +992                               | +33                                                      |
| رمز الإنترنت                                              | .tj                                | .fr، .bzh ‏، .tf، .re، .wf، .yt، .pm، .paris              |
| المنطقة الزمنية                                           | ت ع م+05:00                        | أوروبا/باريس ‏، توقيت وسط أوروبا، توقيت وسط أوروبا الصيفي |

## منظمات دولية مشتركة
يشترك البلدان في عضوية مجموعة من المنظمات الدولية، منها:
| علم المنظمة | اسم المنظمة                        | تاريخ انضمام طاجيكستان | تاريخ انضمام فرنسا |
| ----------- | ---------------------------------- | ---------------------- | ------------------ |
|             | مؤسسة التنمية الدولية              | 4 يونيو 1993           | 30 ديسمبر 1960     |
|             | منظمة الأمن والتعاون في أوروبا     | 30 يناير 1992          | 25 يونيو 1973      |
|             | مؤسسة التمويل الدولية              | 2 ديسمبر 1994          | 20 يوليو 1956      |
|             | منظمة حظر الأسلحة الكيميائية       | ?                      | ?                  |
|             | الأمم المتحدة                      | 2 مارس 1992            | 24 أكتوبر 1945     |
|             | الاتحاد الدولي للاتصالات           | 28 أبريل 1994          | 1866               |
|             | منظمة الشرطة الجنائية الدولية      | ?                      | ?                  |
|             | البنك الدولي للإنشاء والتعمير      | 4 يونيو 1993           | 27 ديسمبر 1945     |
|             | الاتحاد البريدي العالمي            | ?                      | ?                  |
|             | وكالة ضمان الاستثمار متعدد الأطراف | 9 ديسمبر 2002          | 28 ديسمبر 1989     |
|             | بنك التنمية الآسيوي                | 1998                   | 1970               |
|             | يونسكو                             | 6 أبريل 1993           | 4 نوفمبر 1946      |
|             | الفريق المعني برصد الأرض           | ?                      | ?                  |

## وصلات خارجية
- موقع وزارة الخارجية الفرنسية